# Parafia Miłosierdzia Bożego w Chełstach
Parafia Miłosierdzia Bożego – rzymskokatolicka parafia w Chełstach, należąca do dekanatu żarnowskiego w diecezji radomskiej.

## Historia
W latach siedemdziesiątych XX w. zorganizowano w Chełstach i Zdyszewicach punkty katechetyczne w prywatnych domach. Parafia o podwójnej nazwie Chełsty-Zdyszewice została erygowana 1 września 1989 przez bp. Edwarda Materskiego z wydzielonych wiosek parafii Żarnów.
Kościół w Chełstach
- Kościół w Chełstach, pw. Miłosierdzia Bożego zaprojektowali arch. Zygmunt Kumor i Leszek Słoński. Został on zbudowany w latach 1985–1986 staraniem ks. Mariana Ślusarczyka i parafian. Poświęcenia dokonał w roku 1986 bp Edward Materski. Kościół jest murowany z cegły białej i pustaka, ocieplony i otynkowany, jednonawowy.

Kościół w Zdyszewicach
- Kościół w Zdyszewicach, pw. Podwyższenia Krzyża Świętego, powstał według projektu arch. Ignacego Banaszczyka, a zbudowano go w 1984 staraniem ks. Mariana Ślusarczyka i parafian. Poświęcony został także w 1986 przez bp. Edwarda Materskiego. Kościół jest murowany z cegły białej i pustaka, ocieplony i otynkowany, jednonawowy.

## Terytorium
Do parafii należą: Antoniów, Chełsty, Dłużniewice, Kamieniec, Marcinków, Siedlów, Tomaszów, Widuch, Zdyszewice. 

## Proboszczowie
- 1985–1992 – ks. Marian Ślusarczyk
- 1992–1997 – ks. Janusz Kurek
- 1997–2006 – ks. Marek Migocki
- 2006–2017 – ks. Sławomir Rak
- 2017–2019 – ks. Dariusz Laseczka
- 2019–2020 – ks. Wiktor Wiącek
- od 2020 – ks. Marcin Grządziela